# Пожар на платформе Гюнешли
Пожар на платформе Гюнешли (азерб. "Günəşli" yatağında yanğın) — пожар на платформе № 10 месторождения Гюнешли, принадлежащей азербайджанской компании SOCAR, в Каспийском море 4 декабря 2015 года. Пожар возник после повреждения подводного газопровода высокого давления из-за шторма. В связи с сильным ветром в результате падения в воду одной из спасательных шлюпок погибло 12 человек и 18 пропало без вести. Всего с платформы удалось спасти 33 человека.

## Платформа до пожара
Стационарная нефтяная платформа № 10 месторождения «Гюнешли» была построена в 1984 году и срок её разработки составлял 50 лет. Из 30 скважин на платформе, находящихся на стадии разработки, добыча на момент катастрофы осуществлялась на 28. Из них 21 скважина работала газлифтным способом, 7 скважин были газовыми. В день платформа добывала 950 тон нефти и 1 млн м³ газа.
В этот день на платформе находилось 63 человека. 15 из них были членами строительно-буровой бригады, поскольку SOCAR планировал пробурить ещё 4 скважины. В обычном же режиме на платформе должно было работать 48 человек.
На платформе находилось 4 спасательные шлюпки южнокорейского производства и вместимостью 42 человека каждая, которые были приобретены для платформы в 2011 году.

## Возгорание и эвакуация персонала
4 декабря 2015 года около 17.40 из-за сильного шторма на глубоководной платформе Государственной нефтяной компании Азербайджана № 10 месторождения «Гюнешли» в связи с сильной штормовой погодой сорвало опорную трубу, в результате чего был поврежден работающий под давлением 110 атмосфер газопровод и начался сильный пожар. В этот день на платформе находилось 63 человека.
Для избежания возможных последствий все ведущие к платформе системы были перекрыты, а работа 28 нефтяных и газовых скважин платформы была остановлена. Чтобы спастись от возможного взрыва 60 работников платформы разместили на двух спасательных шлюпках (26 в одной, 34 в другой), которые были спущены до уровня 10 метров от поверхности воды (3 человека остались на платформе). Шлюпки не стали спускать до уровня волн, поскольку опасались, что волны ударят шлюпки о металлические сваи платформы.
Через 15-25 минут после пожара к месторождению прибыли дежуривший на месторождении пожарный корабль «Вихрь-9» МЧС, а позднее и пожарный корабль «Вихрь-5», спасательное судно «Avior», буксирный корабль «Самир Гулиев», корабли «Topaz-iqnizi», «Endeavour», «Протектор», «Лянкяран», но в связи с сильным штормовым ветром и высоте волн 9-10 метров, ни одно судно не смогло пришвартоваться к платформе чтобы эвакуировать работников и начать тушение пожара.
Около 22.45 одна из спасательных шлюпок (с 34 нефтяниками на борту) в связи с сильным ветром и ударами волн сорвалась с крюка троса и упала в море вместе с нефтяниками. Так, ветер, раскачивая шлюпку, бил её о сваи платформы и повредил. От ударов сорвался один из тросов шлюпки, а следом и второй, и, упав в воду, шлюпка развалилась. Находящимся рядом кораблям удалось спасти троих нефтяников (один из них удержался за сваи, другой — за обломок шлюпки) и тело одного из утонувших. Вторая шлюпка с 26 нефтяниками на борту, раскачиваясь ветром, застряла между сваями платформы. Усиление шторма и наступление ночи привело к приостановке спасательных работ до рассвета.

## Поисково-спасательные работы
5 декабря в 08.02 к платформе были направлены 2 вертолета МЧС с 15 спасателями на борту, которым из-за высокой температуры не удалось сесть на платформе, и они совершили посадку на соседних платформах № 3 и № 5. Вскоре эти спасатели разделились на 2 группы (одна — на вертолете ЗАО «АЗАЛ», вторая — на корабле «Муслим Магомаев» Каспийского пароходства) и эвакуировали 26 нефтяников из шлюпки и ещё троих — с самой платформы. Вечером был спасён ещё один нефтяник. Всего за два дня удалось спасти 33 человека и извлечь из воды тело одного человека.
В результате поисковых работ в 50 км южнее платформы удалось обнаружить пустую часть разрушенной лодки.
31 нефтяник, пострадавший в результате пожара и аварии на платформе, поступил в Центральную больницу нефтяников Министерства здравоохранения. Один из пациентов в тяжёлом состоянии с ожогами различной степени тяжести после перевязки ран был размещён в Республиканском ожоговом центре.
7 декабря в 65-70 км от места трагедии близ водной границы с Казахстаном были обнаружены тела ещё 6 человек. Поиски остальных пропавших ведутся кораблями компаний SOCAR, BP, а также судами и вертолетами МЧС и Госпогранслужбы.
9 декабря вице-президент SOCAR Халиг Мамедов напомнил, что азербайджанская сторона попросила прикаспийские страны помочь в поиске пропавших без вести.
10 декабря стало известно о расширении поисково-спасательных работ. Так, поиском 23 пропавших без вести занимались уже 7 судов и 6 вертолётов Госпогранслужбы и 2 суда и 2 вертолёта МЧС.
27 декабря У берегов Туркменистана было найдено тело одного из пропавших, личность которого была установлена с помощью найденного паспорта. В начале января 2016 года в туркменском секторе Каспийского моря были найдены ещё два тела, которые впоследствии были опознаны. Тело ещё одного из пропавших было обнаружено 29 января на побережье Туркменистана. 2 апреля на туркменском побережье было обнаружено тело ещё одного нефтяника, чья личность также была установлена.  20 апреля в туркменской акватории Каспийского моря было найдено тело предположительно еще одного пропавшего без вести.

## Тушение пожара и устранение последствий
Из-за наличия остатков газа в трубопроводе и системах пожар продолжается.
9 декабря вечером генеральный директор Производственного объединения «Азнефть» Дашгын Искендеров заявил, что пожар на данный момент охватывает четыре газовые скважины, тушением которых занимаются пять судов.
10 декабря в 15.35 на платформу с судна «Вихрь-8» был высажен десант в составе 5 пожарников МЧС. В течение 6 часов десант обеспечивал безопасность работников SOCAR, ведущих аварийно-ремонтные работы на платформе.
11 декабря в 9 утра с судна «Вихрь-8» на платформу с целью обеспечения безопасности ведущих аварийно-ремонтные работы работников был высажен десант в составе 4 пожарников МЧС.

## Список находившихся на платформе
| №  | Фамилия, имя, отчество          | Дата рождения    |
| -- | ------------------------------- | ---------------- |
| 1  | Мамедов Аллахверди Имран оглы   | 29 июля 1976     |
| 2  | Мустафаев Эльшан Эльхан оглы    | 4 ноября 1983    |
| 3  | Алиев Гюндюз Амир оглы          | 11 декабря 1955  |
| 4  | Аббасов Маис Мешадибаба оглы    | 14 февраля 1970  |
| 5  | Керимов Ильгар Агали оглы       | 10 сентября 1964 |
| 6  | Алиева Малахат Миралам кызы     | 1 ноября 1971    |
| 7  | Мехдиев Исмаил Алекпер оглы     | 26 апреля 1976   |
| 8  | Оруджов Раман Атакиши оглы      | 13 апреля 1985   |
| 9  | Шахбазов Ильтифат Дурсун оглы   | 27 февраля 1959  |
| 10 | Аббасов Гейдар                  |                  |
| 11 | Джаббаров Садиг                 |                  |
| 12 | Микаилов Сеймур Мирсамед оглы   | 30 июля 1980     |
| 13 | Меликов Эхтирам Алиш оглы       | 30 марта 1975    |
| 14 | Ибрагимов Рашид Эйнулла оглы    | 15 декабря 1964  |
| 15 | Аскеров Тельман Мамедага оглы   | 28 августа 1962  |
| 16 | Гусейнов Рашид Агагусейн оглы   | 4 июля 1971      |
| 17 | Гараев Джошгун Мохсун оглы      | 20 октября 1981  |
| 18 | Пашаев Азимзаде Иса оглы        | 4 июня 1956      |
| 19 | Мамедов Малик Гюльгасан оглы    | 17 июля 1958     |
| 20 | Раджабов Мардан Абид оглы       | 16 декабря 1959  |
| 21 | Гулиев Алирахман Гусейнага оглы | 30 января 1982   |
| 22 | Дадашов Адалят Юсиф оглы        | 16 апреля 1971   |
| 23 | Бабаев Бахруз Али Аббас оглы    | 26 июля 1977     |
| 24 | Рустамов Таир Сафар оглы        | 28 января 1963   |
| 25 | Сарыев Видади Фикрет оглы       | 25 февраля 1981  |
| 26 | Алануров Хайям Бахлул оглы      | 2 декабря 1984   |
| 27 | Джафаров Фаиг Абдульгасан оглы  | 13 апреля 1973   |
| 28 | Алиев Анвар Амираслан оглы      | 27 января 1968   |
| 29 | Юсибов Роман Яшарович           | 20 марта 1985    |
| 30 | Юсифов Махал Сохраб оглы        | 16 апреля 1970   |
| 31 | Ахмедов Асиф Хавер оглы         | 23 июня 1985     |
| 32 | Тарвердиев Камран Такыб оглы    | 23 июня 1971     |
| 33 | Алекперов Бахтияр Сохраб оглы   | 29 июня 1962     |

| № | Фамилия, имя, отчество        | Дата рождения   |
| - | ----------------------------- | --------------- |
| 1 | Гасанов Рамиз Нусреддин оглы  | 2 августа 1965  |
| 2 | Тагиев Фуад Таир оглы         | 23 февраля 1981 |
| 3 | Махмудов Ага Иззет оглы       | 24 марта 1968   |
| 4 | Маилов Самир Джахангир оглы   | 7 марта 1984    |
| 5 | Гулиев Фахраддин Ханджан оглы | 5 января 1957   |
| 6 | Искендеров Габиль Таги оглы   | 5 марта 1965    |
| 7 | Бабаев Микаил Исмаил оглы     | 6 ноября 1963   |

| №  | Фамилия, имя, отчество                | Дата рождения    |
| -- | ------------------------------------- | ---------------- |
| 1  | Гасымов Иман Шура оглы                | 1 декабря 1967   |
| 2  | Гасымов Мубариз Дилгям оглы           | 21 января 1958   |
| 3  | Рзаханов Эдик Ривазин оглы            | 15 января 1983   |
| 4  | Бабазаде Турал Фатали оглы            | 1 сентября 1993  |
| 5  | Расулов Эльшад Балаоглан оглы         | 24 марта 1971    |
| 6  | Гасымов Байрам Мирзаага оглы          | 20 марта 1978    |
| 7  | Абдуллаев Адиль Алекпер оглы          | 19 февраля 1953  |
| 8  | Абдулазизов Абдулазиз Исмаил оглы     | 30 января 1954   |
| 9  | Ширалиев Иззет Гамбар оглы            | 10 мая 1973      |
| 10 | Наджмеддинов Гамаршах Наджмеддин оглы | 20 сентября 1978 |
| 11 | Ниязов Сейфаддин Абиль оглы           | 9 февраля 1968   |
| 12 | Искендеров Ингилаб Осман оглы         | 29 ноября 1957   |
| 13 | Майборода Олег Акимович               | 21 ноября 1971   |
| 14 | Ахмедов Джанбахиш Ахмед оглы          | 21 февраля 1962  |
| 15 | Ибрагимов Халид Башир оглы            | 12 августа 1971  |
| 16 | Гасанов Заур Вахид оглы               | 24 декабря 1975  |
| 17 | Джариев Вели Кичикага оглы            | 22 апреля 1967   |
| 18 | Гусейнов Бахлул Сирадж оглы           | 25 ноября 1969   |
| 19 | Самедов Хошбехт Ханыш оглы            | 26 сентября 1981 |
| 20 | Халилов Заур Ариф оглы                | 15 сентября 1975 |
| 21 | Шахмаров Сахиб Гюлоглан оглы          | 2 августа 1973   |
| 22 | Алиев Эййуб Халил оглы                | 22 июля 1973     |
| 23 | Гулиев Азизага Нохбала оглы           | 16 сентября 1953 |

## Последствия

### Экологические последствия
Для изучения экологических последствий аварии Министерства экологи и природных ресурсов Азербайджана создало специальную рабочую группу. Согласно распространённому 9 декабря министерством заявлении из-за того, что нефтяные скважины работали газ-лифтным способом, а в связи с аварией закачка газа в скажины была приостановлена, то вероятности разлива нефти нет. А поскольку выходящий из горящих четырёх скважин газ сгорает полностью, то вероятность попадания вредных газов в атмосферу мала. Было также отмечено, что рабочая группа продолжает брать пробы с воды и атмосферы и вести соответствующие наблюдения. Согласно заявлениям рабочей группы, в результате проведённых визуальных наблюдений было выяснено, что нефтяных пятен вокруг платформы и загрязнения моря нет. По данным космической съемки - результаты анализа выявили нефтеразливы на общей площади более 300 кв.км.
10 декабря 2015 года состоялось заседание созданной в связи с аварией рабочей группы, в которой приняли участие заместитель министра по чрезвычайным ситуациям Тапдыг Амирасланов, сотрудники министерства экологи и природных ресурсов, вице-президенты SOCAR Рафига Гусейнзаде, Рахман Гурбанов, а также вице-президент компании BP Роберт Ват и соответствующие специалисты. С целью предотвращения возможных экологических проблем и анализа вероятности разлива нефти было принято решение об определении координат территории с вертолетов, кораблей и ежедневном проведении съемок спутником «Азеркосмос». Также для предотврощения возможных нефтяных разливов планируется установить боновые заграждения.
Утром 11 декабря члены рабочей группы вылетели на вертолетах на место аварии, для проведения наблюдений, в результате которых выяснилось, что нефтяных пятен на территории нет. С целью регулярных наблюдений на место аварии были направлены один мониторинговый корабль и шесть кораблей, предназначенных для ликвидации нефтяных разливов.

## Реакция
По факту пожара было возбуждено уголовное дело по статье 225.2 (нарушение правил пожарной безопасности, приведшее к тяжелым последствиям), создана оперативно-следственная группа из числа сотрудников Генпрокуратуры и МЧС. Распоряжением президента Азербайджана Ильхама Алиева была создана госкомиссия, руководителем которой назначен премьер-министр Артур Расизаде.
Свои соболезнования в связи с пожаром президенту Азербайджана выразили президенты Турции, России, Грузии, Казахстана, Белоруссии и других стран.

## Память
Президент Азербайджан Ильхам Алиев объявил 6 декабря днем национального траура. Перед матчами 15-го тура Азербайджанской футбольной Премьер-лиги была объявлена минута молчания. Минутой молчания начался и матч IV тура женской волейбольной Лиги чемпионов «Азеррейл» (Азербайджан) — «Динамо-Казань» (Россия).
7 декабря собравшиеся на Бакинском бульваре у парашютной вышки почтили память погибших выпустив гвоздики в море.
Указанием председателя Управления мусульман Кавказа шейх уль-ислама гаджи Аллахшукюра Пашазаде были прочитаны молитвы и аяты из Корана в память о погибших.
В различных городах мира (таких как Москва, Берлин, Прага, Вашингтон) азербайджанцы и азербайджанские студенты почтили память жертв у зданий посольств Азербайджана, возложили цветы и зажгли свечи.